# Пресс, Кристен
Кристен Эннмари Пресс (англ. Christen Annemarie Press; род. 29 декабря 1988, Лос-Анджелес, Калифорния) — американская футболистка, игрок национальной сборной США.
Кристен впервые выступила за сборную США в товарищеском матче против Шотландии 9 февраля 2013 года. Она провела 142 матча за свою страну и забила 60 мячей.
По результатам университетской карьеры Пресс была выбрана под четвёртым номером драфта клубом «Вашингтон Фридом» в 2011 году, в составе этого клуба она получила приз лучшего новичка года. Она стала лучшим бомбардиром шведской футбольной лиги в 2013 году, забив 23 гола за «Тюресо» и стала первой американкой в истории чемпионата Швеции, получившей «Золотую бутсу».
Пресс играла за «Чикаго Ред Старз», «Юта Ройалз», «Гётеборг» и «Тюресо». Она входила в состав сборной США на чемпионатах мира по футболу 2015 и 2019 годов, где завоевала золото.

## Ранние годы
Кристен родилась в Лос-Анджелесе в семье Коди и Стейси Пресс. Детство провела в пригороде Палос-Вердес-Эстейтс вместе со своими двумя сёстрами Ченнинг и Тайлер. Её отец играл в американский футбол в Дартмуте, а мать были теннисисткой. Кристен начала играть в футбол в возрасте пяти лет. Затем она поступила в среднюю школу Чедвик.
Выступая два года за клуб своей школы, она помогла дважды выиграть титул Южной Лиги Она также увлекалась лёгкой атлетикой и теннисом. Во время игр за школьные команды она забила 128 голов. Она дважды была признана лучшим нападающим года Южного дивизиона.
Пресс играла за «Сламмерс» из Ньюпорт-Бич, выиграв «Золотую бутсу» в национальном чемпионате Ассоциации молодёжного футбола США.

### «Стэнфорд Кэрдинал», 2007—2010
Пресс — лучший бомбардир женской футбольной команды «Стэнфорд Кэрдинал», в игре за этот клуб футболистка отличилась 71 забитым мячом и побила школьные рекорды по количеству очков за карьеру (183), передач (41) и ударов по воротам (500), а также обновила рекорды сезона по голам (26), ударам (180) и победным мячам (10).
Пресс провела 18 игр за «Стэнфорд». Она отдала шесть результативных передач, забила 8 голов и совершила 60 ударов по воротам. В первом раунде NCAA College Cup она забила самый быстрый гол в истории команды на 37-й секунде матча. Этот матч завершился со счётом 7:0, а Кристен забила в игре ещё два гола.
В следующем году она забила 16 голов и сделала 11 передач. В четвертьфинале Кубка колледжа против «Портленд Пайлотс» Пресс забила единственный гол в матче на 86-й минуте, позволив своему клубу выйти в «Финал четырёх». Она стала единственным игроком, включённым в символическую сборную NCAA College Cup.
В третьем сезоне Пресс обновила рекорды по передачам (16) и ударам по воротам (143). Семь голов оказались победными. Пресс также побила свой рекорд по самому быстрому голу в истории, забив на 23-й секунде в матче против Университета Бригама Янга. Её голы помогли победить в овертайме команду Университета Калифорнии в полуфинале Кубка Колледжа. В финале они проиграли «Тар Хилс», при этом гол Кристен не был засчитан из-за офсайда. В конце сезона Пресс вошла в состав символической сборной.
На последнем курсе Пресс была удостоена награды «Херманн Трофи», присуждаемой лучшему игроку Лиги. Таким образом, игроки «Стэнфорда» выиграли вторую награду подряд: в 2009 году её завоевала Келли О’Хара. В сезоне «Стэнфорд» одержал 23 победы, дважды сыграл вничью и проиграл один раз, во втором подряд финале Кубка Колледжа. Пресс вновь вошла в состав символической сборной и получила ряд других наград.

## Клубная карьера

### «МэджикДжек», 2011
Пресс была выбрана под четвёртым номером драфта в команда «Вашингтон Фридом». Сменив владельца, клуб переехал во Флориду и стал называться «МэджикДжек». Свой первый гол она забила на 64-й минуте в матче с «Атлантой Бит», который в итоге завершился со счётом 2:0 В матче против «Бостон Брейкерс» в июле, Пресс оформила первый хет-трик на профессиональном уровне. После поражения в полуфинале она была удостоена награды «Новичок года», вручаемой Федерацией футбола США. Пресс оказывалась в стартовом ставе 16 из 19 игр, в которых она выходила на поле. В сезоне она забила 8 голов В межсезонье Пресс подписала контракт с «Атлантой Бит»; однако Лига была приостановлена.

### «Гётеборг», 2012
После прекращения работы женской профессиональной лиги в начале 2012 года, Пресс подписала новый контракт со шведской командой «Гётеборг» Она дебютировала в женской Лиге чемпионов УЕФА 2012/2013 против лондонского «Арсенала», в котором шведский клуб проиграл со счётом 0:3.
В регулярном сезоне дебют Кристен за «Гётеборг» состоялся 10 апреля против «Юргордена». В этой игре она оформила дубль. Она оформила ещё один дубль в матче против «Эребру», который завершился со счётом 6:0. В матче против «Умео» в августе, завершившемся со счётом 5:0, Пресс оформила третий дубль, и в итоге завершила сезон, став вторым бомбардиром лиги с 17 голами, уступив только Ане Миттаг.
Во время четвертьфинала Кубка Швеции Пресс забил два гола и помогла победить «Кристианстад» со счетом 3:0. В полуфинале её гол на тринадцатой минуте помог «Гётеборгу» победить «Мальмё» со счётом 2:1 и выйти в финал чемпионата, в котором со счётом 2:1 был побеждён «Тюресо» в экстра-тайме. Пресс забила гол на девятой минуте, а затем заработала пенальти в добавленное время, которое реализовала Марлен Шёберг.

### «Тюресо», 2013—2014
В начале 2013 года Пресс подписала контракт с чемпионом Швеции «Тюресо». Второй сезон подряд она забила гол в своём дебютном матче в регулярном чемпионате. Пресс отличилась «покером» в победе над «Суннана», завершившимся со счётом 10:2. В следующем матче она оформила дубль в матче против «Джитекса», который «Тюресо» выиграл со счётом 7:0. 9 июня 2013 года Кристен оформила хет-трик против «Кристанстад», в котором была одержана победа 5:1. Она продолжила забивать по три гола в матче в играх против «Джитекса» и «Суннана». Во время последнего матча регулярного сезона, который «Тюресо» выиграл 4:1, Пресс оформила дубль против своей бывшей команды «Гётеборг».
Пресс стала лучшим бомбардиром сезона, забив 23 гола. «Тюресо» заняли второе место в регулярном сезоне, одержав 14 побед. Этот результат позволил шведскому клубу попасть в розыгрыш женской Лиги чемпионов УЕФА 2014/2015. В октябре Пресс забила два гола за «Тюресо» в матче 1/16 финала женской Лиги чемпионов, обеспечив совокупную победу 2:1 над французским «Пари Сен-Жермен» В 2013 году она трижды отметилась в Кубке Швеции и девять раз в женской Лиги чемпионов. «Тюресо» в итоге вышел в финал женской Лиги чемпионов 2014 года, где они проиграли «Вольфсбургу» со счетом 3:4.

### «Чикаго Ред Старз», 2014—2017

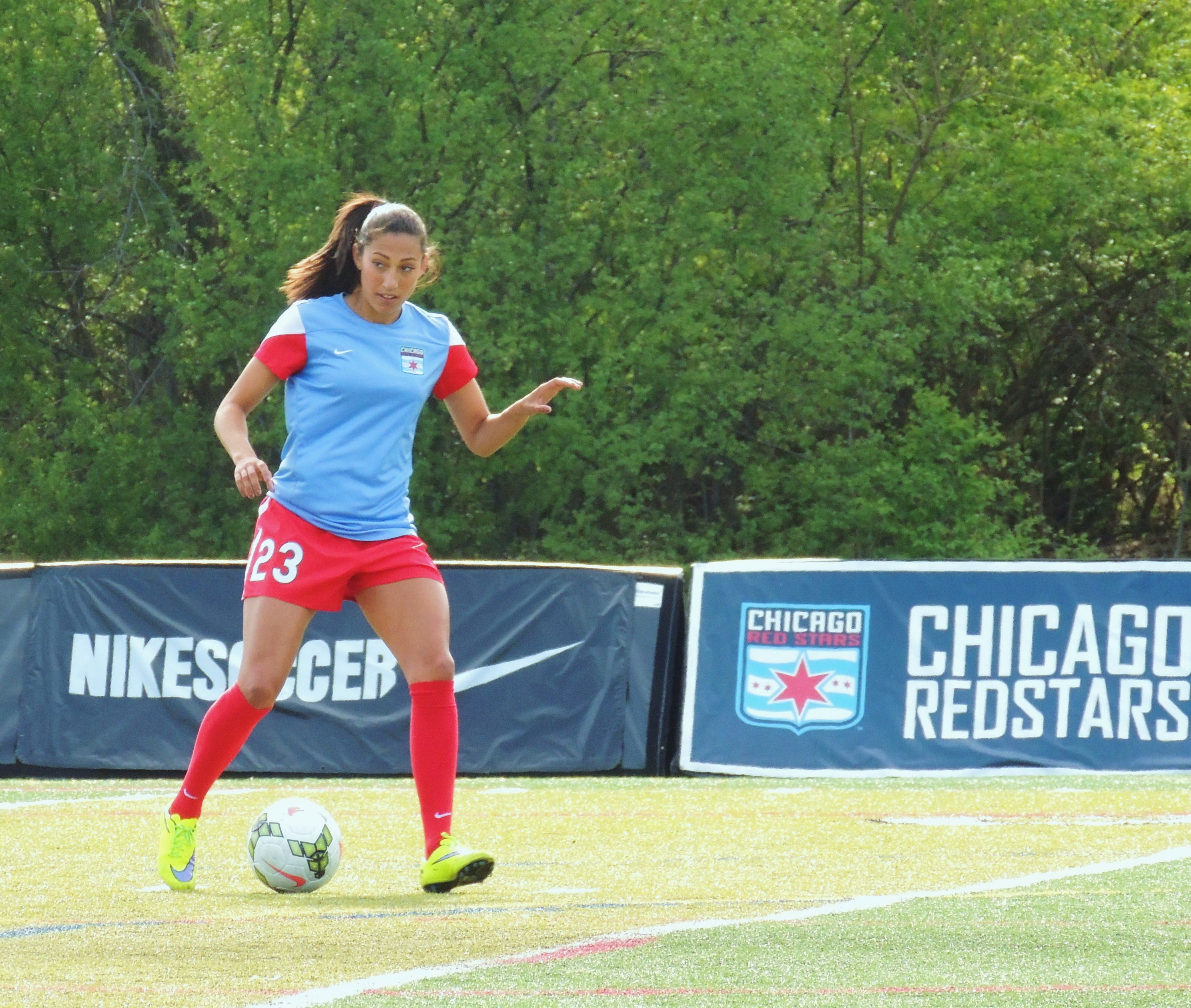
Кристен Пресс во время разминки 2 мая 2015

В январе 2014 года клуб «Чикаго Ред Старз» объявил, что Пресс переходит из «Тюресо» после окончания сезона. После того, как Пресс присоединилась к команде в конце мая, она забила шесть голов, сыграв всего в 12 матчах. Во время матча 4 июля против действующего чемпиона «Портленд Торнс» она забила два гола, сведя игру вничью 16 августа она вновь спасла от поражения свой клуб, оформив дубль против «Вестерн Нью-Йорк Флэш». «Чикаго» занял пятое место в регулярном сезоне.
Во время первого домашнего матча в новом сезоне против «Ситэтла» Пресс оформила дубль и отдала передачу Джей Хой, в результате клуб выиграл со счётом 3:2. 25 апреля Пресс забила два гола против «Портленда», матч в итоге завершился вничью. В конце апреля, забив четыре гола и отдав одну результативную передачу, Пресс стала лидером по голам лиги и была признана игроком месяца NWSL. Пресс пропустила следующие восемь игр из-за участия на чемпионате мира по футболу 2015 года. После возвращения она забила четыре гола в трёх играх.
В сезоне 2016 года Пресс стала капитаном команды и забила восемь голов в 14 играх. Она отметилась в плей-офф лиги, но «Ред Старз» выбыли после проигрыша «Вашингтон Спирит» со счётом 1:2 в дополнительное время.
Пресс оставалась капитаном команды в 2017 году. Она стала лучшим бомбардиром в команде, забив 11 голов, этот результат позволил стать ей четвёртой в лиге. «Чикаго» финишировал на четвёртом месте в регулярном сезоне, обеспечив себе место в плей-офф. Команда потерпела поражение от победителей регулярного сезона «Норт Каролина Кураж» в полуфинале со счётом 0:1 Пресс вошла в символическую сборную лиги по итогам сезона.
18 января 2018 года Кристен Пресс была продан в «Хьюстон Дэш», помимо неё также покинули команду Карли Ллойд и Саманта Керр. 10 марта «Дэш» сообщили, что Пресс не будет играть в клубе, так как она подписала контракт со шведским клубом.

### «Гётеборг», 2018
В марте 2018 года Пресс подписала трёхмесячный контракт со своим бывшим клубом «Гётеборг», хотя она оставалась игроком «Хьюстон Дэш». Забив четыре гола в трёх играх, Пресс стала игроком года в чемпионате Швеции. В мае она оформила дубль над «Лимхамн Бунгефлу». Эту игру «Гётеборг» выиграл со счётом 3:1. 19 июня Кристен была досрочно отозвана из аренды и продана в «Юта Ройалз».

### «Юта Роялз», 2018—2020
18 июня клуб «Юта Ройалз» объявил, что Брук Элби была обменяна на Кристен Пресс. Она дебютировала 27 июня в игре против «Сиэтл Рейн», которая завершилась без забитых голов. Пресс в 11 играх сезона забила 2 гола, а «Ройалз» финишировали на пятом месте и не попали в плей-офф.
Пресс отдала голевую передачу Ло ЛаБонте в первом матче нового сезона против «Вашингтон Спирит». Этот мяч стал единственным в игре. На следующей неделе Пресс забила единственный гол в ворота «Орландо Прайд». Следующие 11 игр Пресс была вынуждена пропустить, так как играла в составе сборной США на женском чемпионате мира 2019 года, но всё равно выиграла ряд клубных индивидуальных наград за достижения в первых пяти играх. Пресс заняла второе место в команде по результативности, забив 8 голов. Она вошла в состав символической сборной лиги.
Поскольку сезон 2020 года был прерван из-за пандемии COVID-19, Пресс приняла решение не участвовать в Кубке Вызова NWSL 2020 года.
12 ноября 2020 года права на футболистку перешли в пользу клуба «Рейсинг Луисвиль» во время расширенного драфта.

### «Манчестер Юнайтед», 2020 —н.в.
9 сентября 2020 года «Манчестер Юнайтед» объявил, что подписал с Пресс и другой американкой Тобин Хит однолетние контракты. Она дебютировала 4 октября, выйдя на замену на 77-й минуте матча с «Брайтон энд Хоув Альбион». Этот матч «Юнайтед» выиграл со счётом 3:0. Первый гол за клуб Кристен забила 18 октября в матче против «Вест Хэм Юнайтед», который завершился со счётом 4:2. 31 января 2021 года Пресс забила свой второй гол за клуб в выездной победе со счётом 2:0 над «Эвертоном». Она отметилась голос в игре против «Вест Хэм Юнайтед» 27 марта 2021 года на «Олд Траффорд».

## Международная карьера

### 2012
В 2012 году Пресс была членом женской национальной сборной США по футболу, и входила в расширенный состав на летние Олимпийские игры 2012 года в Лондоне, но не вошла в окончательный список.

### 2013

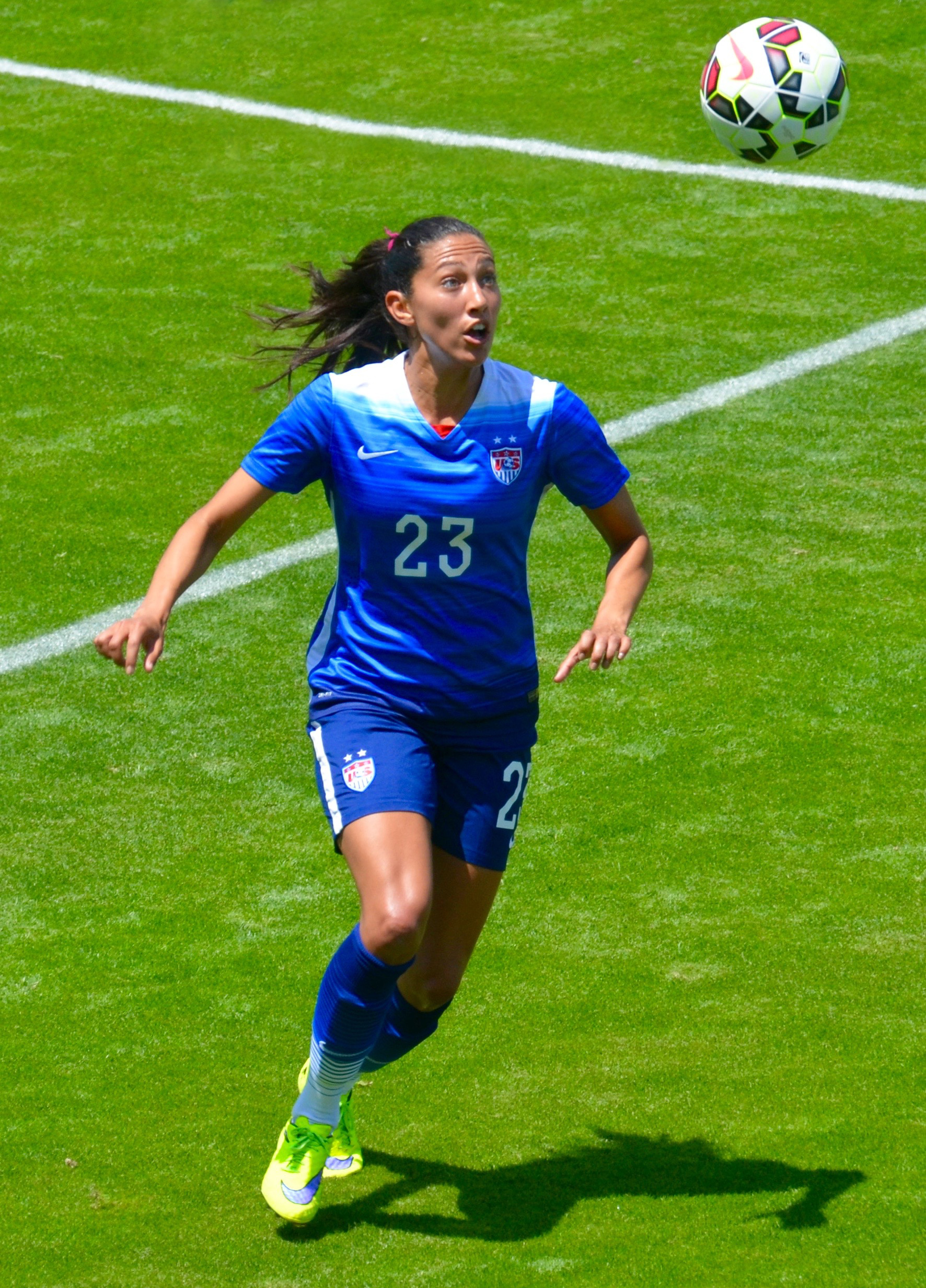
Кристен Пресс играет за сборную США, май 2015

Свой первый матч за сборную она провела 9 февраля в товарищеской игре против Шотландии. Она оформила дубль в игре и отдала голевую передачу. Пресс — лишь третья женщина, забившая два гола в дебютном матче за сборную США после Синди Парлоу Шерил Кестер. США победили Шотландию со счётом 4:1, и Пресс стала лучшим игроком матча. В следующей игре она забила ещё один гол, став единственной американкой, забившей три гола в первых двух матчах.
На Кубке Алгарве 2013 Пресс забила гол в игре против Китая, которую американки выиграли со счетом 5:0. Выйдя в плей-офф, тренер сборной США Пиа Сундхаге позволила сыграть Пресс ещё в двух играх. США дошли до финала и победили Германию, став чемпионами.

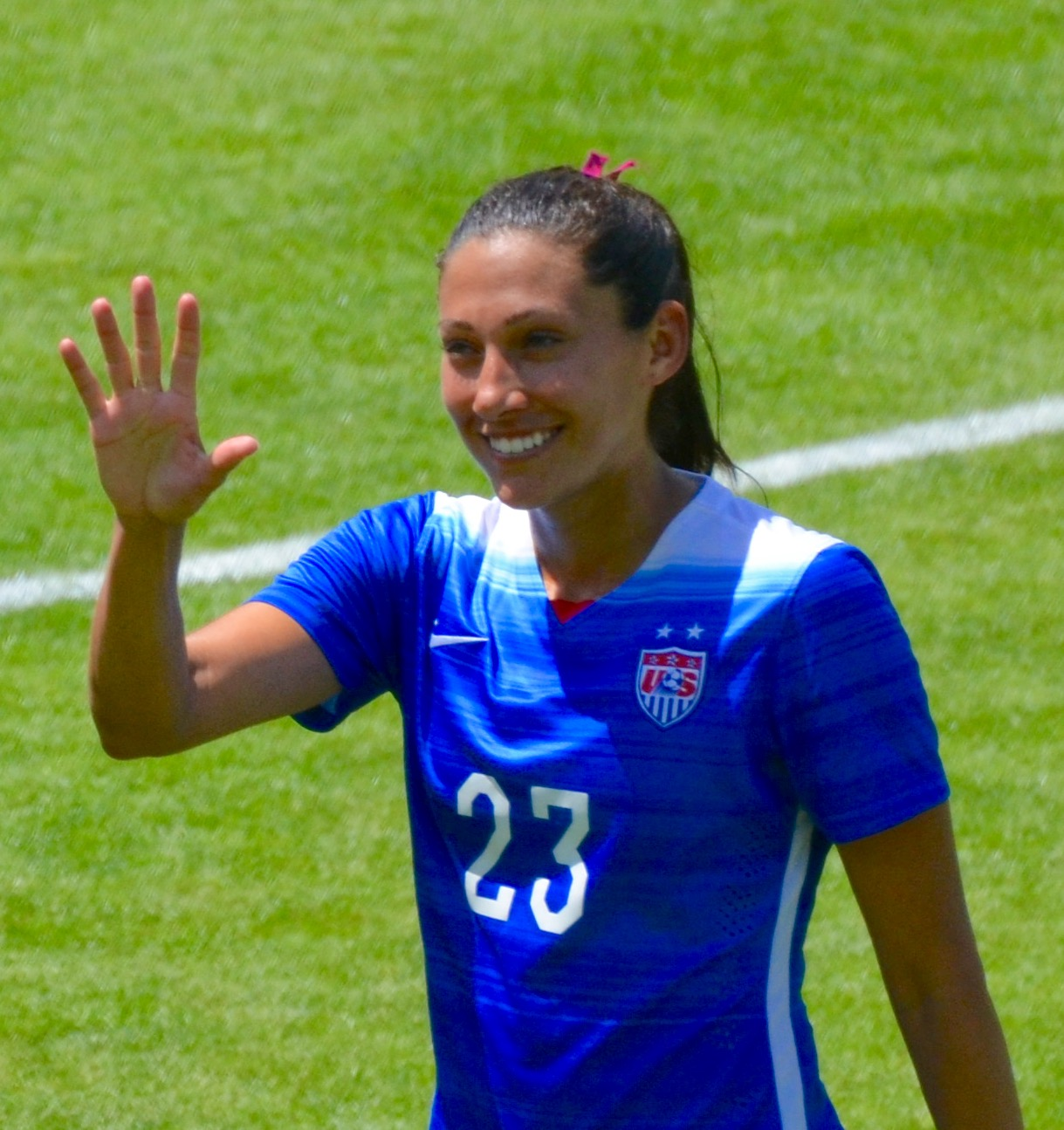
Пресс в 2015 году

### 2014
Пресс в 2014 году забила 11 голов. Во время матча группового этапа против Аргентины на Международном турнире 2014 года в Бразилиа, она забила четыре гола, а США победили со счётом 7:0 и в итоги дошли до финала. Ранее в том же году она забила голы в товарищеских матчах против России 8 и 13 февраля 2014. Том Серманни, главный тренер сборной, включил Кристен в сборную на Кубок Алгарве 2014 года . В октябре Пресс участвовала в женский чемпионате КОНКАКАФ 2014. Сборная США выиграла этот турнир.

### 2015: чемпионат мира по футболу
Пресс вошла в состав национальной сборной на чемпионат мира по футболу среди женщин 2015 года в Канаде/ 8 июня в игре против Австралии она забила первый гол на 61-й минуте. Пресс сыграла в четырёх из семи игр команды. США вышли в финал чемпионата мира и выиграли турнир после победы над Японией со счётом 5:2.

### 2016: Летние Олимпийские игры
Пресс вошла в число 18 футболисток США на летних Олимпийских играх. По итогам группового раунда американки попали на сборную Швеции в четвертьфинале и проиграли им в серии пенальти, Пресс не реализовала решающий удар. После этого среди болельщиков стал популярен хештэг #DogsforChristen, призванный поддержать футболистку после неудачи.
Пресс стала одной из двух футболисток США, которые участвовали во всех 25 играх 2016 года. Она забила 12 голов.

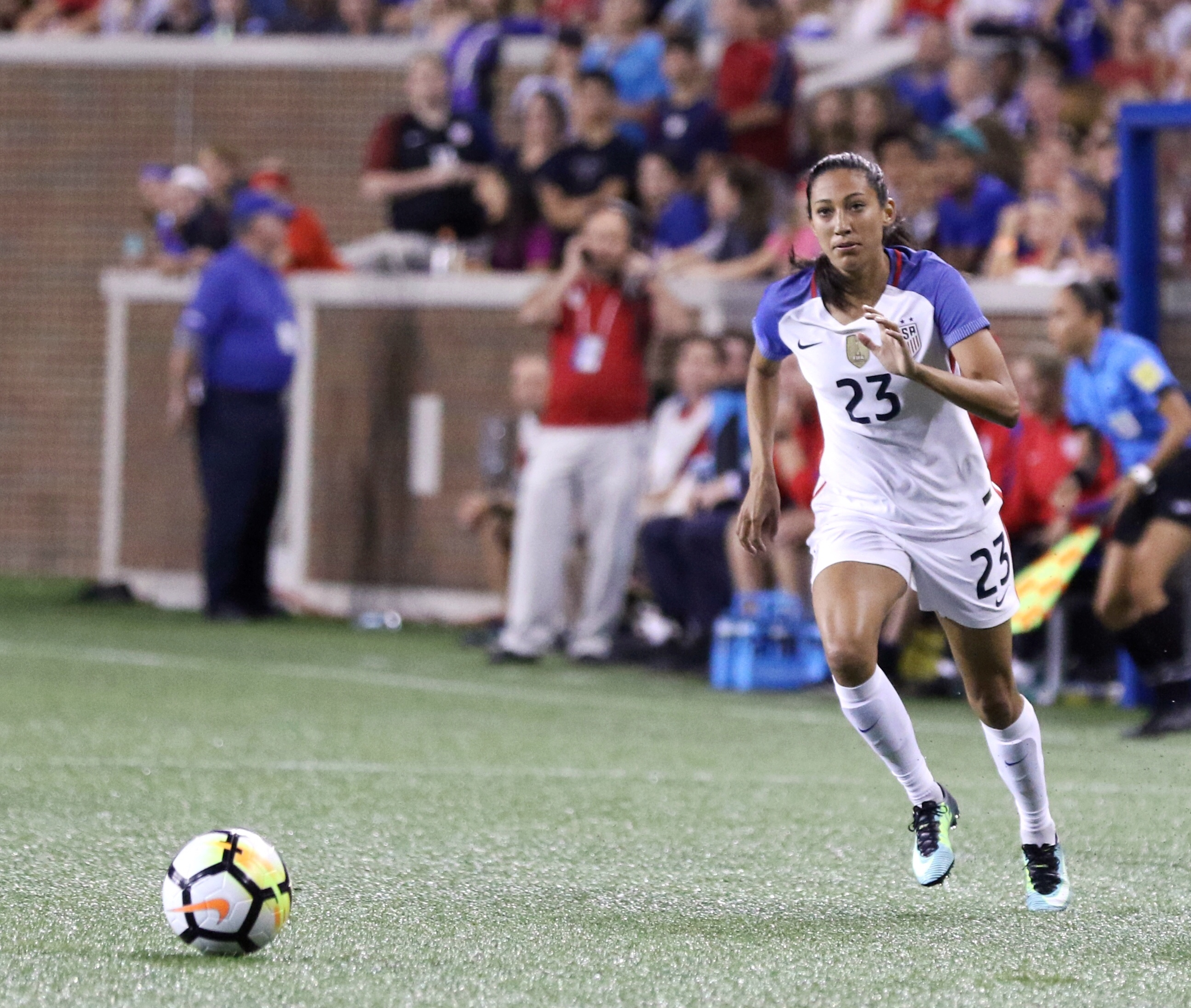
Пресс в игре за сборную в 2017 году

### 2017
В 2017 году Пресс вновь сыграла во всех матчах своей сборной. Она забила единственный гол в товарищеской встрече против Норвегии. В Турнире Наций 2017 года, проводившемся в Калифорнии и Вашингтоне, Пресс забила гол на 80-й минуте в ворота Бразилии, сократив счёт, а через несколько минут отдала голевой пас Меган Рапино, сравнявшей счёт. После этого Джули Эрц забила победный гол.

### 2018
Пресс была включена в состав сборной на SheBelieves Cup 2018 в феврале. США выиграли этот турнир во второй раз. Продажа в «Хьютон Дэш» не соответствовала её желаниям, в итоге она так и не сыграла игр за эту команду и из-за разногласий была исключена из состава США. Тренер Джилл Эллис заявила: «Я уверена, что как только Кристен перейдёт в новую команду, она с радостью вернётся на поле и поможет своей команде добиться успеха».
После подписания контракта с «Гётеборгом» в конце марта, Пресс была вызвана в сборную на товарищеский матч против Китая. 12 июня Пресс стала 37-й женщиной в истории США, сыгравшей в 100 играх за женскую национальную сборную США. Она отдала две голевые передачи и США выиграли матч со счётом 2:1. 31 августа Пресс играла в матче против Чили в качестве капитана команды. Она забила гол на 59-й минуте, и США выиграли со счётом 3:0.
В сентябре Пресс была включена в состав сборной на чемпионат КОНКАКАФ 2018 года. Она отметилась голом и двумя голевыми пасами в игре против Панамы, которую американки выиграли со счетом 5:0. Сборная США выиграла этот турнир, получив путёвку на чемпионат мира 2019 во Франции.

### 2019
В январе 2019 года Пресс забила единственный гол в товарищеском матче в Аликанте против Испании. На SheBelieves Cup 2019 она отдала голевой пас Алекс Морган через минуту после замены. Месяц спустя в товарищеском матче против Бельгии, Пресс сделала 3 голевые передачи, обеспечив победу своей сборной со счётом 6:0.

#### Чемпионат мира 2019
2 мая 2019 года Пресс вошла в окончательный состав на женский чемпионат мира, который стал для Кристен вторым в карьере.
Пресс появлялась во всех трёх играх группового этапа. Она вошла в старотовый состав в игре против Англии и забила гол уже на 10-й минуте. Соединённые Штаты выиграли со счётом 2:1 и вышли в свой третий финал чемпионата мира подряд. Пресс в финале чемпионата мира заменила Меган Рапино и стала одним из четырёх игроков США, сыгравших во всех семи играх чемпионата мира. В финале Соединённые Штаты обыграли Нидерланды со счётом 2:0 и выиграли второй чемпионат мира подряд.
7 ноября 2019 года Пресс стала 12-м игроком в истории сборной, забившей 50 голов. Это случилось в товарищеском матче против Швеции, который американки выиграли со счётом 3:2. Пресс отметилась в этой игре голевой передачей. Пресс завершила 2019 год с 5 голами и 12 передачами.

### 2020
Пресс вошла в сборную на олимпийский квалификационный турнир КОНКАКАФ 2020 года. Пресс забила голы во всех трёх матчах группового этапа, в том числе отметившись дублем против Коста-Рики. Она также забила в полуфинале против Мексики. В финале США победили Канаду, а Пресс стала лучшим игроком турнира.

### 2021
После пропуска серии товарищеских матчей против Колумбии в январе из-за болезни, Пресс была вызвана в сборную на SheBelieves Cup 2021. Она участвовала во всех трёх играх, отметившись голами в играх против Бразилии и Аргентины. Соединённые Штаты выиграли этот турнир.

## В культуре

### СМИ
Пресс принимала участие в рекламных публикациях, в том числе компании Nike. В 2014 году она снялась в ролике компании Wheaties. В мае 2015 года она снялась в телевизионной рекламе Coppertone. В феврале 2016 года она стала представителем бренда производителя пищевых продуктов Genesis Today. В январе 2018 года она стала партнёром Hydrive Energy Water.
Персонажи, прототипами которых стали Пресс и другие американки Алекс Морган и Эбби Уомбак, были показаны в эпизоде сериала «Симпсоны» в мае 2015 года. В том же году она снялась в короткометражном фильме «Равное игровое поле» (англ. An Equal Playing Field). Она также появлялась на страницах ряда журналов, включая Self, Howler, Shape, Darling Magazine и Glamour. В 2015 году она была представлена на обложках Sports Illustrated и Yoga Digest. В 2016 году Пресс снялась обнажённой для ежегодного журнала ESPN The Body Issue.
В видеоигре FIFA 16 появились первые женщины-футболисты, и Пресс вошла в их число. В октябре 2015 года она была поучаствовала в качестве ведущей канала FOX Sports и возглавила группу поддержки «Чикаго Кэбс», исполнив песню «Take Me Out to the Ballgame» вместе с товарищами по команде Джули Эрц и Лори Чалупни.